# Hursley House
Hursley House est un manoir de style Queen Anne du XVIIIe siècle situé à Hursley, près de Winchester, dans le comté anglais du Hampshire. Le bâtiment est classé Grade II*.

## Histoire
Le domaine Hursley est acheté par William Heathcote (1er baronnet) des filles de Richard Cromwell. Cromwell a acquis le domaine par mariage avec la fille de Richard Major, député. Heathcote commande la construction de la maison actuelle entre 1721 et 1724, sous le règne de George Ier, et est créé baronnet en 1733. Le domaine passe dans la famille Heathcote au 5e baronnet, dont la veuve le vend après sa mort en 1881 à Joseph Baxendale, le propriétaire de la société de logistique et de déménagement Pickfords. Il la vend en 1902 à Sir George Cooper dont l'épouse, Mary Emma Smith, une héritière des chemins de fer américains de Chicago, charge l'architecte Alexander Marshall Mackenzie de réaliser d'importants travaux d'aménagement en 1902 pour créer la maison que l'on peut voir aujourd'hui. Sir George est créé baronnet en 1905.
Pendant la Première Guerre mondiale le deuxième étage de la maison est mis à disposition comme hôpital de soins infirmiers pour les officiers. Il est prévu de le transformer à nouveau en hôpital militaire pendant la Seconde Guerre mondiale, mais Sir George meurt en 1940. Il est réquisitionné à la place par le ministère de la Production aéronautique (MAP) pour reloger les départements de conception et de production de Vickers Supermarine, qui ont été bombardés dans ses locaux d'origine à Woolston, Hampshire et constate que son emplacement alternatif initial au Southampton University College est également la cible des bombardements . Le déménagement débute le 7 décembre 1940. Mary Cooper continue à vivre dans la maison jusqu'à la fin de 1942 .

## IBM Hurley

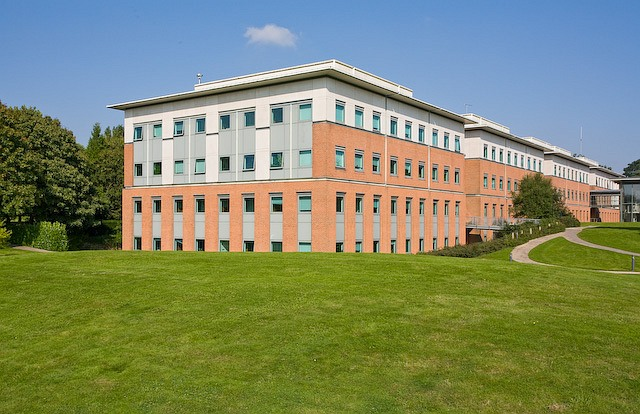
Bloc "A", l'un des nombreux bâtiments modernes ajoutés au domaine dans le cadre du laboratoire de développement IBM Hursley

En 1958, IBM commence à utiliser la Maison et ses terrains comme laboratoires de développement. En 1963, IBM achète les 100 acres (405 000 m²) de terrain environnant et construit un grand complexe de bureaux moderne employant plus de 1 500 personnes. La maison d'origine est toujours utilisée par IBM comme centre de briefing exécutif. Le rez-de-chaussée inférieur de la maison abrite le musée IBM Hursley, un musée informatique qui couvre l'histoire d'IBM Hursley Park, d'IBM Royaume-Uni et d'IBM Corporation .